# Grotta di Bisitun
La grotta di Bisitun (anche nota come Bisotun e Behistun, località celebre per le omonime iscrizioni di Dario I) è una piccola grotta situata nei monti Zagros, nella provincia di Kermanshah, nel nord-ovest dell'Iran.

## Storia
La grotta è stata associata all'industria musteriana del Paleolitico medio siccome nel sito sono stati rinvenuti manufatti di quel periodo
.
Dibble descrisse i reperti litici della grotta come appartenenti al Paleolitico medio con forti componenti Levallois. Non individuò cambiamenti temporali negli strati del Paleolitico medio.
Coon descrisse i resti di due ominidi del sito, un frammento di incisivo superiore e un frammento di radio, entrambi provenienti dallo strato F+.
Trinkaus e Biglari descrissero il frammento in dettaglio, dimostrando che non si tratta dell'incisivo di un ominide, ma di un incisivo di un bovide.
Secondo la loro analisi, il frammento di radio mostra affinità col Neanderthal, in quanto in corrispondenza della cresta interossea è espanso in direzione mediolaterale. Dal punto di vista delle misure, esso è al di fuori del campo di variazione dei primi esseri umani anatomicamente moderni, ma rientra nell'intervallo del Neanderthal e dei primi esseri umani del Paleolitico superiore.